# Aoplus melanisticus
Aoplus melanisticus là một loài tò vò trong họ Ichneumonidae.